# Un dólar de recompensa
Un dólar de recompensa es un film del año 1973, dirigido por Rafael Romero Marchent y protagonizado por Peter Lee Lawrence, dentro del subgénero de los spaghetti western. Cabe destacar la banda sonora que, como siempre que se trata de Nora Orlandi, es hermosa y preciosista.
Éste fue el último western que grabó Peter Lee Lawrence antes de morir, que no su última película, ya participó en otros films. Orchidea De Santis (Orquídea de Santis, en cartel español), interpreta el papel de Janet, la hija del Sheriff (Andrés Mejuto).

## Argumento
La diligencia en la que viaja un joven pintor es asaltada por bandidos, que matan a su anciano padre. El superviviente parte en busca de los asesinos, y consigue matar a unos cuantos. Gracias a su memoria visual, el joven es capaz de recordar la vestimenta de los forajidos, y así darles caza.